# Leptotarsus clotho
Leptotarsus clotho är en tvåvingeart som först beskrevs av Alexander 1944.  Leptotarsus clotho ingår i släktet Leptotarsus och familjen storharkrankar. Inga underarter finns listade i Catalogue of Life.